# Lesekeramik

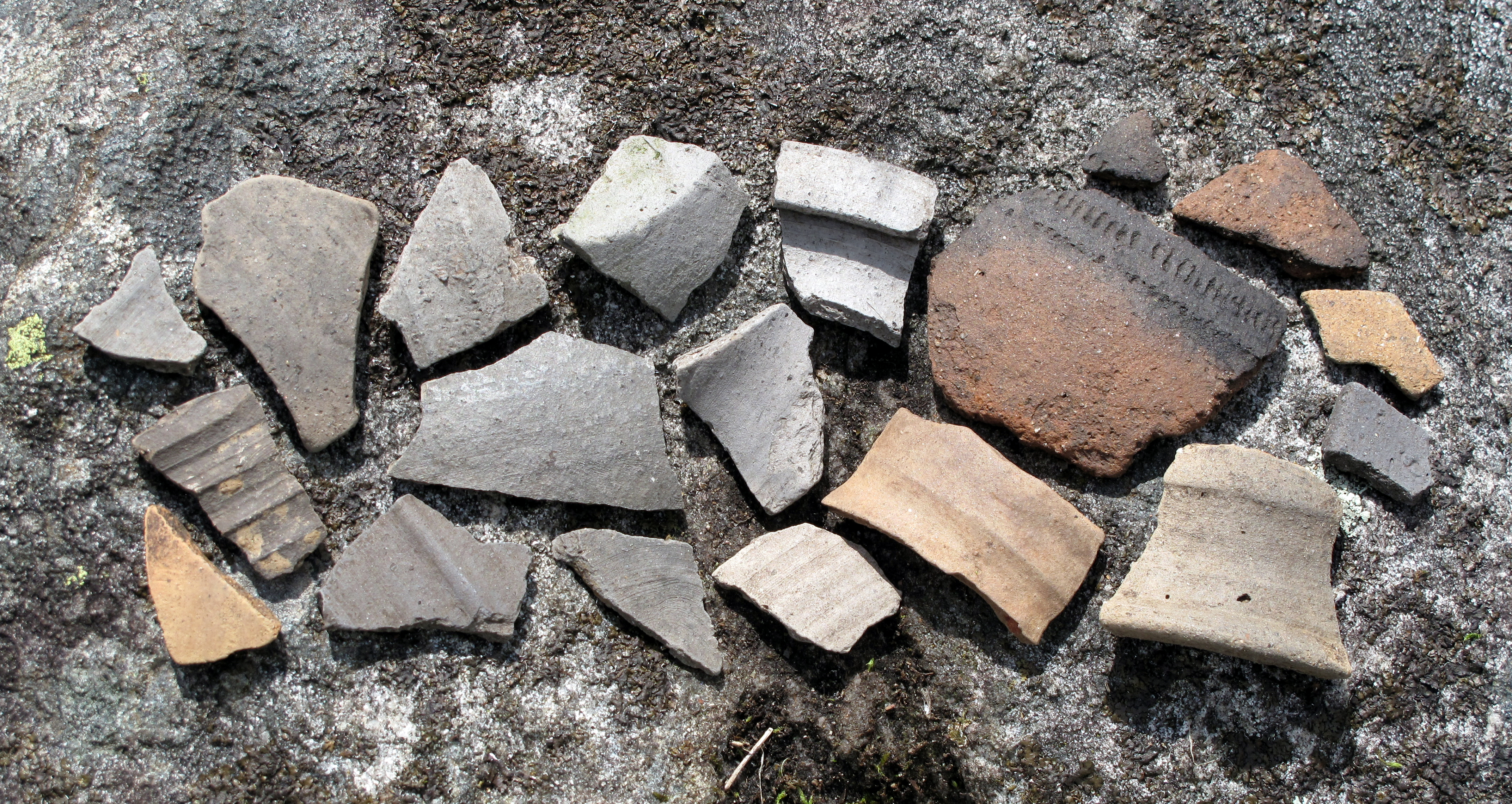
Lesekeramik aus dem Schutt um die Ruine der Burg Falkenstein im Schwarzwald

Als Lesekeramik werden Überreste keramischer Gegenstände bezeichnet, die an der Oberfläche archäologischer Fundstätten ohne Grabung gefunden werden und damit eine Unterart des Lesefunds darstellen. Sie treten unter anderem im Hangschutt einer Burgruine auf, wo sie zur Altersbestimmung derselben genutzt werden können.
Hierbei handelt es sich meist um Bruchstücke von Kochgeschirr und Ofenkacheln. Besonders während des Hoch- und Spätmittelalters lässt sich eine fortlaufende Weiterentwicklung der Verarbeitung keramischer Werkstoffe beobachten. Sie ist die Grundlage dafür, dass über eine ausreichende Menge an Fundstücken die Dauer der Existenz einer Burg über die Entwicklung der genutzten Keramik nachvollzogen werden kann. Im Gegensatz zur Keramik, wurde Mauerwerk häufig während der Arbeiten an einer Burg zur selben Zeit in verschiedenen Ausprägungen genutzt. Daher lässt sich über Lesekeramik häufig das Alter der gesamten Anlage rekonstruieren, während das Mauerwerk nur Rückschlüsse auf einzelne Bauteile zulässt. Zudem erfordert Lesekeramik in der Regel keine aufwändigen Grabungen, da sich die Fundstücke bereits auf der Oberfläche befinden.

## Regionale Erscheinungsformen

### Schwäbische Alb
Im Bereich der Schwäbischen Alb werden hauptsächlich zwei Arten von Keramik gefunden:
Die gelbtonige ältere Drehscheibenware bezeichnet eine hochwertige Keramik, die sich chronologisch nach der Randform in die Subtypen Runder Berg (9. bis 11. Jahrhundert) und Jagstfeld (11. und 12. Jahrhundert) aufteilen lässt. Alltagsgeschirr war die eher unscheinbare Albware, die eine geringe Qualität aufwies. Sie wird nach Gefäß- und Randform in die Phasen alt (ca. 1050–1150), mittel (1150–1220) und jung (bis ins 14. Jahrhundert) unterteilt, deren Dauer im Gegensatz zur Abfolge als nicht gesichert gilt.